# Syneches muscarius
Syneches muscarius är en tvåvingeart som först beskrevs av Fabricius 1794.  Syneches muscarius ingår i släktet Syneches och familjen puckeldansflugor. Inga underarter finns listade i Catalogue of Life.